# Spice World - 2019 Tour
Spice World - 2019 Tour  è il quarto tour del gruppo musicale britannico Spice Girls. 
Annunciato a novembre 2018 e partito da Dublino il 24 maggio 2019, il tour si è concluso a Londra il 15 giugno dello stesso anno. Le Spice Girls non si esibivano dalla cerimonia di chiusura dei Giochi della XXX Olimpiade avvenuta nel 2012 e questa è stata la loro prima serie di concerti senza Victoria Beckham poiché già impegnata con la sua casa di moda.

## Scaletta
Questa è la scaletta del concerto di Dublino del 24 maggio 2019.
- "Spice Up Your Life"
- "If U Can't Dance"
- "Who Do You Think You Are"
- "Do It"
- "Something Kinda Funny"
- Move Over (interlude)
- Sound Off (interlude)
- "Holler"
- Queer Tango (interlude)
- "Viva Forever"
- "Let Love Lead the Way"
- "Goodbye"
- "Never Give Up on the Good Times"
- "We Are Family"
- "Love Thing"
- "The Lady Is a Vamp"
- The Last Waltz (interlude)
- "Too Much"
- "Say You'll Be There"
- "2 Become 1"
- Girl Power (interlude)
- "Stop"
- "Mama"
- "Wannabe"

## Date
| Data           | Paese       | Città      | Luogo                      | Artisti d'apertura | Biglietti venduti / Biglietti disponibili | Incasso    |
| -------------- | ----------- | ---------- | -------------------------- | ------------------ | ----------------------------------------- | ---------- |
| 24 maggio 2019 | Irlanda     | Dublino    | Croke Park                 | Jess Glynne        | 74186 / 74186                             | 8070740 $  |
| 27 maggio 2019 | Regno Unito | Cardiff    | Millennium Stadium         | Jess Glynne        | 50215 / 50215                             | 4716720 $  |
| 29 maggio 2019 | Regno Unito | Manchester | City of Manchester Stadium | Jess Glynne        | 150955 / 150955                           | 6507300 $  |
| 31 maggio 2019 | Regno Unito | Manchester | City of Manchester Stadium | Jess Glynne        | 150955 / 150955                           | 6507300 $  |
| 1º giugno 2019 | Regno Unito | Manchester | City of Manchester Stadium | Jess Glynne        | 150955 / 150955                           | 6507300 $  |
| 3 giugno 2019  | Regno Unito | Coventry   | City of Coventry Stadium   | Jess Glynne        | 69748 / 69748                             | 7168390 $  |
| 4 giugno 2019  | Regno Unito | Coventry   | City of Coventry Stadium   | Jess Glynne        | 69748 / 69748                             | 7168390 $  |
| 6 giugno 2019  | Regno Unito | Sunderland | Stadium of Light           | Jess Glynne        | 45429 / 45429                             | 4512900 $  |
| 8 giugno 2019  | Regno Unito | Edimburgo  | Murrayfield                | Jess Glynne        | 55211 / 55211                             | 6038050 $  |
| 10 giugno 2019 | Regno Unito | Bristol    | Ashton Gate Stadium        | Jess Glynne        | 29642 / 29642                             | 3618380 $  |
| 13 giugno 2019 | Regno Unito | Londra     | Wembley                    | Jess Glynne        | 221971 / 221971                           | 27571100 $ |
| 14 giugno 2019 | Regno Unito | Londra     | Wembley                    | Jess Glynne        | 221971 / 221971                           | 27571100 $ |
| 15 giugno 2019 | Regno Unito | Londra     | Wembley                    | Jess Glynne        | 221971 / 221971                           | 27571100 $ |
| Totale         | Totale      | Totale     | Totale                     | Totale             | 697357 / 697357 (100%)                    | 78203580 $ |